# Liste der National-, Regional- und Lokalbiografien
Diese Liste verzeichnet allgemeine Nationalbiografien, Regionalbiografien und Lokalbiografien nach räumlicher Gliederung, wobei einzelne Biografien sich auch auf bestimmte Zeiträume beschränken können. Es wird im Allgemeinen nach existierenden Regionen gegliedert, in Einzelfällen aber auch nach historischen Regionen (zum Beispiel Osmanisches Reich, DDR). Die Listeneinträge sind alphabetisch geordnet, wobei unter dem Titel aufgeführte Werke vor den mit Autor bzw. Herausgeber aufgeführten Werken erscheinen. Werke mit eigenem Artikel werden verkürzt angeführt. Teilweise werden bei den einzelnen Staaten auch (vor allem ältere) Universalbiografien aufgeführt.
Zu allgemeinen, nicht auf Staaten oder Regionen sich beschränkenden biografischen Nachschlagewerken und zu auch geographisch spezialisierten Gruppenbiografien siehe Liste biografischer Nachschlagewerke.

## Europa

### Regional
- Who is who in the Baltic states. Biographical dictionary. Publ. House of V. Belokon, Riga 1998, ISBN 9984-9134-5-7.
- Wojciech Roszkowski: Biographical dictionary of Central and Eastern Europe in the twentieth century. M.E. Sharpe, Armonk, NY 2008, ISBN 978-0-7656-1027-0. Polnischer Originaltitel: Sownik biograficzny Europy rodkowo-Wschodniej XX wieku.

### Belgien
- Biographie belge d’outre-mer / Belgische overzeese biografie. 9 Bde. Académie Royale des Sciences d’Outre-Mer, Brüssel 1967–2015 (eingestellt).
- Biographie Nationale de Belgique. Académie Royale des Sciences, des Lettres et des Beaux-Arts de Belgique. 28 Bde. Brüssel 1866–1944.
- Nationaal biografisch woordenboek (NBW). Koninklijke Vlaamse Academie voor Wetenschappen, Letteren en Schone Kunsten van Belgie, Brüssel 1964 ff. Bis 2014 21 Bde. erschienen. Elektronische Fassung seit 2009.
- Nouvelle biographie nationale. Académie Royale des Sciences, des Lettres et des Beaux-Arts de Belgique, Brüssel 1988 ff.
- Thierry Denoël (Hrsg.): Le nouveau dictionnaire des Belges. Le Cri, Brüssel 1992.

### Dänemark
- Carl F. Bricks (Begr.), Povl Engelstoft (Hrsg.): Dansk biografisk leksikon. 27 Bde. Schultz, Kopenhagen 1933–1944.

### Deutschland

#### National
- Allgemeine Deutsche Biographie (ADB). 1875–1912. 56 Bände mit rund 26.500 Artikeln
- Biographisches Handbuch der deutschsprachigen Emigration nach 1933 / International biographical dictionary of Central European émigrés 1933–1945. Hrsg. vom Institut für Zeitgeschichte, München, und von der Research Foundation for Jewish Immigration, Inc., New York. Gesamtleitung: Werner Röder und Herbert A. Strauss. Saur, München 1980–1983. Nachdruck 1999, ISBN 3-598-11420-6.
- Biographisches Lexikon zur deutschen Geschichte. Von den Anfängen bis 1945. Hrsg.-Kollektiv: Gerhart Hass u. a. Deutscher Verlag der Wissenschaften VEB, Berlin 1971.
- Biographisches Wörterbuch zur deutschen Geschichte. Begr. von Hellmuth Rössler und Günther Franz. Bearbeitet von Karl Bosl. 2., völlig neubearb. u. stark erweiterte Aufl. 3 Bände. Francke, München 1973–1975.
- Deutsche Biographie. Seit 2001. Frei zugängliche Online-Datenbank mit 268.000 Einträgen. Umfasst Inhalte von ADB und NDB.
- Deutsches Biographisches Archiv (DBA). Hrsg. von Bernhard Fabian und Willy Gorzny. Mikroform. Saur, München 1982 ff.
- Deutschbaltisches Biographisches Lexikon 1710–1960. Im Auftr. der Baltischen Historischen Kommission begonnen von Olaf Welding und unter Mitarb. von Erik Amburger und Georg von Krusenstjern hrsg. von Wilhelm Lenz. Böhlau, Köln & Wien 1970, ISBN 3-412-42670-9.
- Neue Deutsche Biographie (NDB). 1953 ff. Auf 28 Bände angelegt, bisher 27 Bände mit rund 23.000 Einzel- und Familienartikel (Stand: Juni 2021)
- NDB-online. Hrsg. von der HiKo. 2020 ff. Das Nachfolgeprojekt der NDB.
- Reichshandbuch der deutschen Gesellschaft. Das Handbuch der Persönlichkeiten in Wort und Bild. 2 Bände. Deutscher Wirtschaftsverlag, Berlin 1930 f.
- Wer ist wer? Verschiedene Ausgaben verschiedener Verlage seit 1905.
- Lothar Gall: Die großen Deutschen unserer Epoche. Propyläen, Berlin 1995.
- Walther Killy, Rudolf Vierhaus: Deutsche biographische Enzyklopädie (DBE). 13 Bände. Saur, München 1995–2003. 2., erw. Aufl.: 12 Bde. 2005–2008.
- Wilhelm Kosch: Biographisches Staatshandbuch. Lexikon der Politik, Presse und Publizistik. A. Francke Verlag, Bern und München 1959–1963.

#### DDR
- SBZ-Biographie. Ein biographisches Nachschlagebuch über die Sowjetische Besatzungszone Deutschlands. Zusammengestellt vom Untersuchungsausschuß Freiheitlicher Juristen. Hrsg. vom Bundesministerium für Gesamtdeutsche Fragen. 3. Aufl. Bundesministerium für Gesamtdeutsche Fragen / Deutscher Bundes-Verlag, Bonn & Berlin 1965.
- Wer war wer in der DDR?. Berlin 1992. Digitale Ausgabe 1996.
- Gabriele Baumgartner (Hrsg.): Biographisches Handbuch der SBZ/DDR 1945–1990. 2 Bde. Saur, München 1996 f., ISBN 3-598-11130-4.
- Günther Buch: Namen und Daten wichtiger Personen der DDR. 4., überarbeitete und erweiterte Auflage. Dietz, Berlin (West)/Bonn 1987, ISBN 3-8012-0121-X.

#### NS-Zeit
- Erich Stockhorst: Fünftausend Köpfe. Wer war was im Dritten Reich. blick + bild Verlag S. Kappe, Velbert und Kettwig 1967.
- Hermann Weiß: Biographisches Lexikon zum Dritten Reich. S. Fischer, Frankfurt am Main 1998, ISBN 3-10-091052-4.

#### Baden-Württemberg
- Baden-Württembergische Biographien. 7 Bände (seit 1994)[1]
- Badische Biographien. Alte Folge, 6 Bände (1875–1935)[2]
- Badische Biographien. Neue Folge, 6 Bände (1982–2011)[1]
- Heilbronner Köpfe. Lebensbilder aus vier Jahrhunderten. Bislang 7 Bde. Stadtarchiv Heilbronn, seit 1998.
- Lebensbilder aus Baden-Württemberg. 23 Bände (seit 1940)[3]
- Südwestdeutsche Persönlichkeiten. Ein Wegweiser zu Bibliographien und biographischen Sammelwerken. 3 Bde. Veröffentlichung der Kommission für Geschichtliche Landeskunde in Baden-Württemberg. Bearbeitet von Heinrich Ihme. Kohlhammer, Stuttgart 1988 & 1997, ISBN 3-17-010288-5.
- Vaihinger Köpfe. Biographische Porträts aus fünf Jahrhunderten. Stadt Vaihingen, Vaihingen 1993.
- Württembergische Biographien. 2 Bände (seit 2006)[1]
- Württembergischer Nekrolog. 4 Bände (1916–1928)[4]
- Helmut Engler (Hrsg.): Große Badener. Gestalten aus 1200 Jahren. DVA, Stuttgart 1994.
- Johannes Helm: Berühmte Persönlichkeiten in und aus Badenweiler. Schmidt, Müllheim 1996, ISBN 3-921709-18-0.
- Frank Raberg: Biographisches Handbuch der württembergischen Landtagsabgeordneten 1815–1933. (= Veröffentlichungen der Kommission für Geschichtliche Landeskunde in Baden-Württemberg). Kohlhammer, Stuttgart 2001, ISBN 3-17-016604-2
- Frank Raberg: Biografisches Lexikon für Ulm und Neu-Ulm. Hrsg. von den Stadtarchiven Ulm und Neu-Ulm. Süddeutsche Verlagsgesellschaft Ulm im Jan Thorbecke Verlag, Ostfildern 2010, ISBN 978-3-7995-8040-3 (enthält etwa 1.000 biografische Artikel und 1.750 Skizzen zu Personen, die von 1802 bis 2009 verstorben sind)
- Erwin Teufel (Hrsg.): Große Stuttgarter. Gestalten aus fünf Jahrhunderten. DVA, Stuttgart 1996, ISBN 3-421-05054-6.
- Ludwig Vögely: Kraichgauer Gestalten. 36 historische Persönlichkeiten aus Politik, Kirche, Wissenschaft und Kunst. Verlag Regionalkultur, Ubstadt-Weiher 1994, ISBN 3-929366-07-X.

#### Bayern
- Fränkische Lebensbilder. Neue Folge der Lebensläufe aus Franken. Hrsg. im Auftrag der Gesellschaft für Fränkische Geschichte von Gerhard Pfeiffer und Alfred Wendehorst. Degener, Neustadt a. d. Aisch 1967 ff.
- Lebensbilder aus dem Bayerischen Schwaben. Bislang 18 Bde. (Stand 2015). Veröffentlichungen der Schwäbischen Forschungsgemeinschaft bei der Kommission für Bayerische Landesgeschichte, München u. a. 1952 ff.
- Karl Bosl (Hrsg.): Bosls bayerische Biographie. 2 Bde. Pustet, Regensburg 1983, 1988 Freier Onlinezugang (Digitalisat)
- Karlheinz Dietz, Gerhard Waldherr: Berühmte Regensburger. Lebensbilder aus zwei Jahrtausenden. Universitätsverlag, Regensburg 1997, ISBN 3-930480-67-0.
- Hans-Michael Körner (Hrsg.): Große Bayerische Biographische Enzyklopädie. 3 Bände plus Registerband. de Gruyter, Berlin 2005.
- Franz Mader: Tausend Passauer. Biographisches Lexikon zu Passaus Stadtgeschichte. Neue Presse, Passau 1995, ISBN 3-924484-98-8.
- Albert Schlagbauer, Wulf-Dietrich Kavasch (Hrsg.): Rieser Biographien. Verein Rieser Kulturtage, Nördlingen 1993, ISBN 3-923373-21-X.

#### Berlin
- Berlinische Lebensbilder. Historische Kommission zu Berlin. Hrsg. von Uwe Schaper in Verbindung mit dem Landesarchiv Berlin. Duncker & Humblot, Berlin 1987 ff.. Bislang 11 thematische Einzelbände (Stand 2022).
- Heinz Kullnick: Berliner und Wahlberliner. Personen und Persönlichkeiten in Berlin von 1640–1914. Hayn, Berlin 1961.
- Bodo Rollka (Hrsg.): Berliner biographisches Lexikon. Haude & Spener, Berlin 1993. (2. Auflage. 2003)

#### Brandenburg
- Friedrich Beck, Eckart Henning (Hrsg.): Brandenburgisches Biographisches Lexikon (BBL). Verlag für Berlin-Brandenburg, Potsdam 2002, ISBN 3-935035-39-X.

#### Bremen
- Historische Gesellschaft Bremen (Hrsg.): Bremische Biographie des 19. Jahrhunderts. Winter, Bremen 1912. (Reprint: Schünemann Verlag, Bremen 1976)
- Historische Gesellschaft Bremen (Hrsg.): Bremische Biographie 1912–1962. Hauschild, Bremen 1969.
- Hartmut Bickelmann (Hrsg.): Bremerhavener Persönlichkeiten aus vier Jahrhunderten. 2. Auflage. Stadtarchiv Bremerhaven, Bremerhaven 2003.

#### Hamburg
- Hamburgische Lebensbilder in Darstellungen und Selbstzeugnissen. Verein für Hamburgische Geschichte, Hamburg 1989 ff.; seit 2000 Ed. Temmen, Bremen. Bislang 23 Bde. zu Themen und Personen (Stand 2015).
- Hamburger Persönlichkeiten von 1248 bis 2009, Online-Lexikon (Museum für Hamburgische Geschichte und Gesellschaft Harmonie von 1789).
- Franklin Kopitzsch, Dirk Brietzke (Hrsg.): Hamburgische Biografie. 6 Bde., Hamburg 2001, 2003, Göttingen 2006–2012.

#### Hessen
- Paul Arnsberg: Die Geschichte der Frankfurter Juden seit der Französischen Revolution. Band III. Biographisches Lexikon der Juden in den Bereichen: Wissenschaft, Kultur, Bildung, Öffentlichkeitsarbeit in Frankfurt am Main. Eduard Roether, Darmstadt 1983, ISBN 3-7929-0130-7.
- Wolfgang Klötzer (Hrsg.), Frankfurter Biographie. Personengeschichtliches Lexikon (= Veröffentlichungen der Frankfurter Historischen Kommission XIX). 2 Bände-. Waldemar Kramer, Frankfurt am Main 1994/1996.
- Otto Renkhoff: Nassauische Biographie. Kurzbiographien aus 13 Jahrhunderten. 2., vollst. überarb. und erw. Aufl. Historische Kommission für Nassau, Wiesbaden 1992, ISBN 3-922244-90-4.
- Hans Sarkowicz (Hrsg.): Die grossen Frankfurter. 3. Aufl. Insel, Frankfurt a. M. 1997, ISBN 3-458-16561-4.
- Hans Sarkowicz (Hrsg.): Die grossen Hessen. Insel, Frankfurt a. M. 1996, ISBN 3-458-16817-6.

#### Mecklenburg-Vorpommern
- Grete Grewolls: Wer war wer in Mecklenburg-Vorpommern? Ein Personenlexikon. Ed. Temmen, Bremen 1995, ISBN 3-86108-282-9.
- Sabine Pettke, Andreas Röpcke, Wolf Karge (Hrsg.): Biographisches Lexikon für Mecklenburg. Veröffentlichungen der Historischen Kommission für Mecklenburg, Reihe A. Schmidt-Römhild, Rostock 1995 ff. Bislang 9 Bde. (Stand 2021).

#### Niedersachsen
- Dirk Böttcher u. a. (Hrsg.): Hannoversches Biographisches Lexikon. Schlütersche, Hannover 2002.
- Hans Friedl (Hrsg.): Biographisches Handbuch zur Geschichte des Landes Oldenburg. Isensee, Oldenburg 1992, ISBN 3-89442-135-5.
- Horst-Rüdiger Jarck (Hrsg.): Braunschweigisches Biographisches Lexikon 8. bis 18. Jahrhundert. Appelhans, Braunschweig 2006.
- Horst-Rüdiger Jarck (Hrsg.): Braunschweigisches Biographisches Lexikon – 19. und 20. Jahrhundert. Hahn, Hannover 1996.
- Landschaftsverband Osnabrück (Hrsg.): Biographisches Handbuch zur Geschichte der Region Osnabrück. Bearb. von Rainer Hehemann. Rasch, Bramsche 1990, ISBN 3-922469-49-3.
- Wilhelm Rothert: Allgemeine Hannoversche Biographie. 2 Bde.; Sponholtz, Hannover 1912, 1916.
- Martin Tielke (Hrsg.): Biographisches Lexikon für Ostfriesland. Ostfriesische Landschaft, Aurich 1993 ff. Angelegt auf 5 Bde., Bd. 4 2007.
- Brage bei der Wieden, Jan Lokers (Hrsg.): Lebensläufe zwischen Elbe und Weser. Ein biographisches Lexikon. Bd. 1; Landschaftsverband der ehemaligen Herzogtümer Bremen und Verden, Stade 2002.

#### Nordrhein-Westfalen
- 55 aus Dortmund. Portraits aus Kunst, Kultur & Medien. Mit Texten von Rainer Wanzelius. Harenberg Edition, Dortmund 1994–1999. Jahresgabe der Stadtsparkasse Dortmund mit jeweils 55 Porträts und Kurzbiografien.
- Das Kölner Autoren Lexikon. Emons, Köln 2002–2002.
  - Erster Band: 1750–1900. ISBN 3-89705-194-X
  - Zweiter Band. 1901–2000. ISBN 3-89705-193-1
- Lebensbilder aus dem Kreis Neuss. Kreisheimatbund Neuss e. V., Neuss 1993 ff. Bislang 5 Bde. erschienen (Stand 2015).
- Rheinische Lebensbilder. Gesellschaft für Rheinische Geschichtskunde. Droste, Düsseldorf 1961–1988. 11 Bde. erschienen.
- Internet-Portal Westfälische Geschichte.
- Wuppertaler Biographien. Hrsg. vom Bergischen Geschichtsverein e. V., Abteilung Wuppertal. Born, Wuppertal 1958 ff. Bis 1993 17 Folgen erschienen.
- Hans Bohrmann (Hrsg.): Biographien bedeutender Dortmunder. Menschen in, aus und für Dortmund. Ruhfus, Dortmund 1994 ff. Bislang 3 Bde.
- Sibilla Pelke: Paderborner Profile. Möllmann, Schloss Hamborn 1998 ff., bisher 3 Bde. erschienen (Stand 2015).

#### Preußen
- Altpreußische Biographie. Hrsg. im Auftrag der Historischen Kommission für Ost- und Westpreussische Landesforschung von Klaus Bürger. Zu Ende geführt in Zusammenarbeit mit Joachim Artz von Bernhart Jähnig. Elwert, Marburg 1936 ff.. 2 Bde. (1936–1967), 3 Ergänzungsbände erschienen (Stand 2015).

#### Rheinland-Pfalz
- Viktor Carl: Lexikon Pfälzer Persönlichkeiten. 3., überarb. u. erw. Aufl. Hennig, Edenkoben 2004, ISBN 3-9804668-5-X.
- Franz Maier: Biographisches Organisationshandbuch der NSDAP und ihrer Gliederungen im Gebiet des heutigen Landes Rheinland-Pfalz. 2. Aufl. v. Hase & Köhler. Mainz 2009, ISBN 978-3-7758-1408-9.
- Heinz Monz (Gesamtbearbeitung): Trierer Biographisches Lexikon. Landesarchivverwaltung Rheinland-Pfalz, Koblenz 2000, ISBN 3-931014-49-5.

#### Saarland
- Peter Neumann (Hrsg.): Saarländische Lebensbilder. 4 Bde. Saarbrücker Druckerei und Verlag, Saarbrücken 1982–1989.
- Saarland Biografien, digitales biografisches Nachschlagewerk

#### Sachsen
- Sächsische Biografie. Hrsg. vom Institut für Sächsische Geschichte und Volkskunde. 2005 ff.
- Vera Hauschild (Hrsg.): Die großen Leipziger. 26 Annäherungen. 3. Aufl. Insel, Frankfurt a. M. 1998, ISBN 3-458-16780-3.
- Oberlausitzisches Biographisches Lexikon, hrsg. von der Oberlausitzischen Gesellschaft der Wissenschaften Görlitz und dem Institut für Geschichte und Volkskunde ISGV e. V.

#### Sachsen-Anhalt
- Frauen und Männer aus Deutschlands Mitte. Persönlichkeiten aus der Geschichte Sachsen-Anhalts. Ausgewählt und vorgestellt von Dietrich Löffler und Mathias Tullner. Mitteldeutscher Verlag, Halle 1996. ISBN 3-354-00897-0.
- Mathias Tullner (Hrsg.): Persönlichkeiten der Geschichte Sachsen-Anhalts. Fliegenkopf, Halle 1998, ISBN 3-910147-58-5.

#### Schlesien
- Schlesische Lebensbilder. Hrsg. von der Historischen Kommission für Schlesien. Breslau u. a. 1922 ff.. 8 Bde. bislang erschienen (Stand 2015).
- Ostschlesische Porträts. Biographisch-bibliographisches Lexikon von Österreichisch-Ostschlesien. Bearb. von Karl Walter Neumann unter Mitwirkung von Peter Andraschke. Gebr. 2 Bde. Mann, Berlin 1991 + 1996.
- Herbert Gross: Bedeutende Oberschlesier. Kurzbiographien. Laumann, Dülmen 1995, ISBN 3-87466-192-X.
- Oberlausitzisches Biographisches Lexikon, hrsg. von der Oberlausitzischen Gesellschaft der Wissenschaften Görlitz und dem Institut für Geschichte und Volkskunde ISGV e. V.

#### Schleswig-Holstein
- Biographisches Lexikon für Schleswig-Holstein und Lübeck. (SHBL). Wachholtz, Neumünster 1970ff, ISBN 3-529-02645-X.
- Alken Bruns (Hrsg.): Lübecker Lebensläufe aus neun Jahrhunderten. Im Auftrag des Vereins für Lübeckische Geschichte und Altertumskunde. Wachholtz, Neumünster 1993. Nachdruck 2009, ISBN 978-3-529-02729-1.

#### Thüringen
- Martin Bauer: Erfurter Personalschriften 1540–1800. Beiträge zur Familien- und Landesgeschichte. Degener, Neustadt an der Aisch 1998, ISBN 3-7686-4151-1. (973 Kurzbiografien zu Personen, für die Erfurter Personalschriften vorliegen).

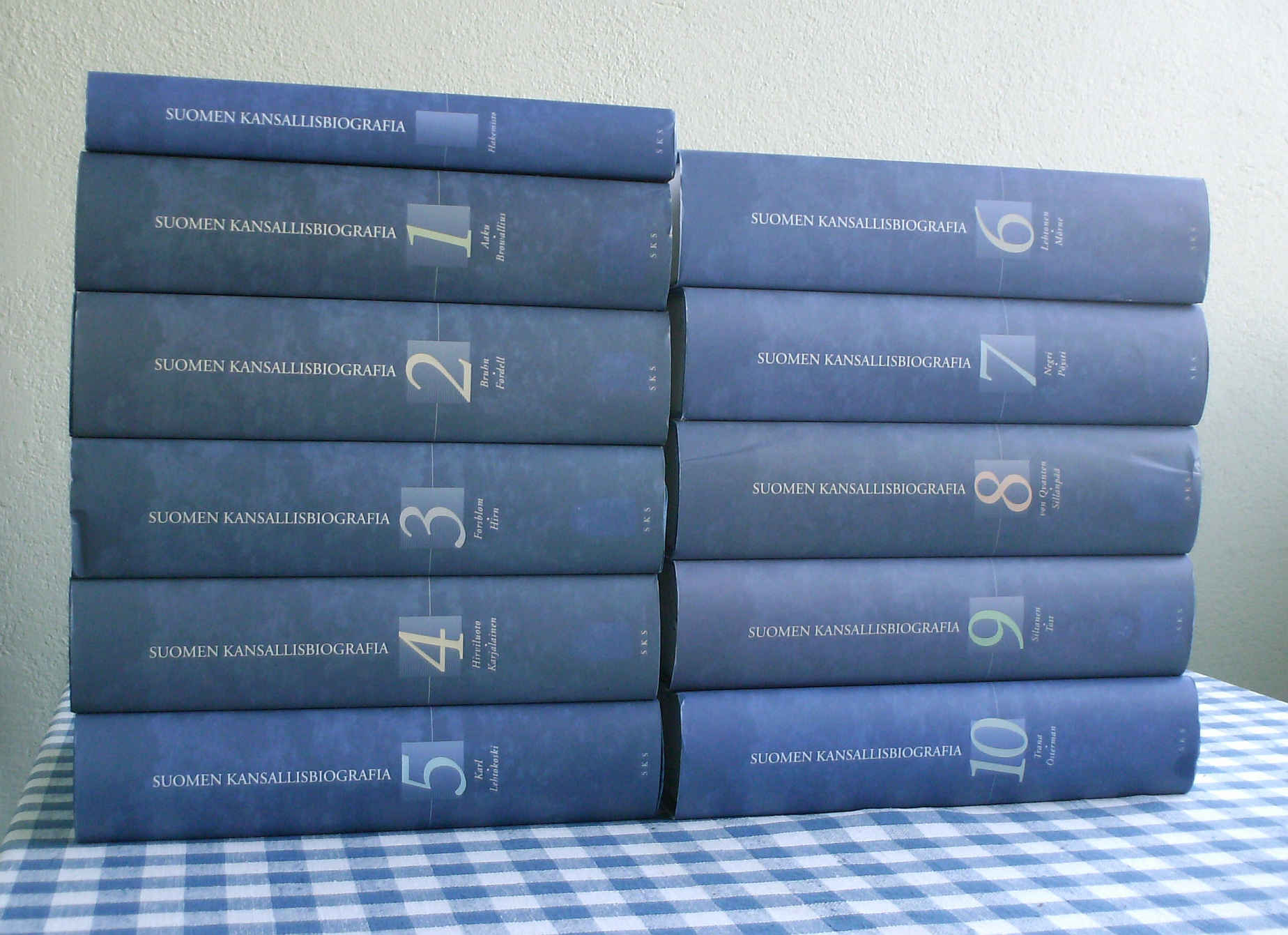
Die Suomen Kansallisbiografia, 2003–2008

### Finnland
- Matti Klinge: Suomen Kansallisbiografia. 11 Bde. Suomalaisen Kirjallisuuden Seura, Helsinki 2003–2008.
- Biografiskt lexikon för Finland (BLF). Svenska Litteratursällskapet, Helsingfors 2008 ff. (schwedisch).

### Frankreich

#### National
- Archives biographiques françaises. Fusion dans un ordre alphabetique unique de 180 des plus importants ouvrages de référence biographiques français publiés du 17. au 20. siècle. Redaktion: Susan Bradley. Mikroform. Saur, London u. a. 1988 ff., ISBN 0-86291-440-X.
- Dictionnaire de biographie française. Hrsg. von Jules Balteau, Michel Prévost, Roman d’Amat u. a. Letouzey et Ané, Paris 1933 ff. Bislang bis Bd. 21 (Marois - Nain; Stand 2015).
- Who’s Who in France / Qui est qui en France. Dictionnaire biographique de personnalités françaises vivant en France et à l’étranger, et de personnalités étrangères résidant en France. 46. Aufl. für 2015. Anfangs Editions Lafitte-Hebrard, Paris. Who’s Who in France, Levallois-Perret 2014, ISSN 0083-9531.
- Antoine-Vincent Arnault: Biographie nouvelle des contemporains ou dictionnaire historique et raisonné de tous les hommes qui, depuis la Révolution Française ont acquis de la célébrité par leurs actions, leurs écrits, leurs erreurs ou leurs crimes, soit en France, soit dans les pays étrangers. 20 Bde. Librairie Historique, Paris 1821–1825.
- Louis-Mayeul Chaudon: Nouveau Dictionnaire historique portatif. Universalbiografie. Zunächst 1766 in 4 Bänden. Zuletzt 1821 unter dem Titel Dictionnaire historique, critique et bibliographique, contenant les vies des hommes illustres in 30 Bänden.
- François-Xavier de Feller: Biographie universelle ou dictionnaire des hommes qui se sont faits un nom par leur génie, leurs talents, leurs vertus, leurs erreurs ou leurs crimes. Universalbiografie. 6 Bde. 1781.

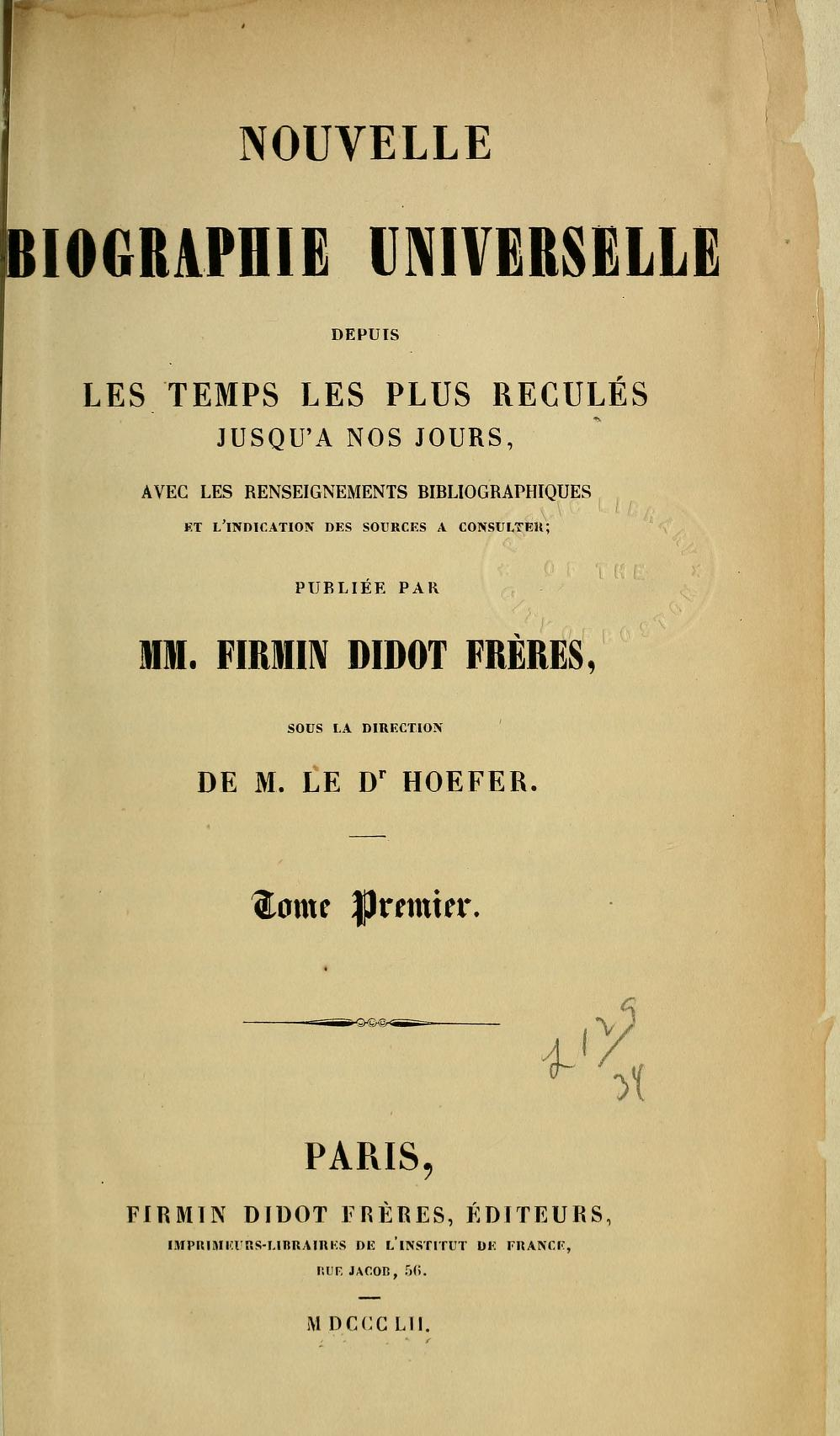
Hoefers Nouvelle Biographie générale, Vorsatzblatt von Band 1, 1852

- Ferdinand Hoefer (Hrsg.): Nouvelle Biographie générale depuis les temps les plus reculés jusqu'à nos jours. 46 Bde. Didot, Paris 1852–1866.
- Jules Lermina (Hrsg.): Dictionnaire universel illustré biographique et bibliographique de la France contemporaine. Boulanger, Paris 1885.
- Josef F. Michaud, Louis G. Michaud: Biographie universelle, ancienne et moderne ou histoire, par ordre alphabétique, de la vie publique et privée de tous les hommes qui se sont fait remarquer par leurs écrits, leur actions, leur talents, leur vertus ou leur crimes. Universalbiografie. 45 Bde. Paris 1843–1865. Nachdruck: Omnia, München.
- Gustave Vapereau: Dictionnaire universel des contemporains. Contenant toutes les personnes notables de la France et des pays étrangers. 2 Bde. Hachette, Paris 1858.
- Charles Weiss: Biographie universelle, ou Dictionnaire historique contenant la nécrologie des hommes célèbres de tous les pays. 9 Bde. Furne, Paris 1841.

#### Elsaß
- Edouard Sitzmann: Dictionnaire de biographie des hommes célèbres de l’Alsace. 2 Bände. Sutter, Rixheim 1909–1910 (Band 1; Band 2).
- Nouveau dictionnaire de biographie alsacienne. 49 Lieferungen. Fédération des sociétés d’histoire et d’archéologie d’Alsace, Straßburg 1982–2003.

#### Mayenne
- Alphonse-Victor Angot, Ferdinand Gaugain: Dictionnaire historique, topographique et biographique de la Mayenne. 4 Bde. Goupil, Laval 1900–1910.

#### Languedoc-Roussillon
- Gérard Bonet: Nouveau dictionnaire de biographies Roussillonnaises 1789–2011. Publ. de l’Olivier, Perpignan 2011.
- Jean Capeille: Dictionnaire de biographies roussillonnaises. Perpignan, 1914. Nachdruck: Laffitte. Marseille 1978.
- Pierre Clerc: Dictionnaire de biographies héraultaises. Anciens diocèses de Montpellier-Maguelone, Béziers, Agde, Lodève et Saint-Pons. 2 Bde. Montpellier 2006, ISBN 2-904091-07-6.

#### Normandie
- Le Grand livre des Rouennais. Qui est qui dans l’agglomération rouennaise? Editions du P'tit Normand, Rouen 1983.
- Noémi Noire Oursel: Nouvelle Biographie Normande. 2 Bde. und 2 Supplementbände. Alphonse Picard, Paris 1886–1912.

### Großbritannien

#### National
- British Biographical Archive. Hrsg. von David Bank. Mikroform. Saur, München 1984 ff.
- The Concise Dictionary of National Biography. 3 Bde. 1992.
- Dictionary of National Biography (DNB). 63 Bde. 1885–1900.
- New and General Biographical Dictionary, containing an historical and critical account of the lives and writings of the most eminent persons in every nation; particularly the British and Irish. 11 Bde. London 1761.
- Oxford Dictionary of National Biography (ODNB). 60 Bde. und online. 2004.
- Who’s Who in British History. Shepheard-Walwyn, London 1991 ff.. Reihe mit Epochenbiografien beginnend in der Antike.
- Frederic Boase: Modern English Biography. Containing many thousand concise memoirs of persons who have died between the years 1851–1900. 6 Bde. 1892–1921. 2. Aufl. Cass, London 1965.

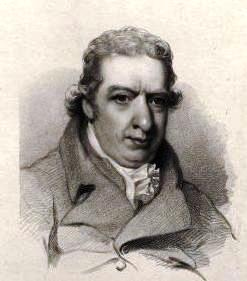
Der 75-jährige englische Biograph Alexander Chalmers, um 1836

- Alexander Chalmers: General Biographical Dictionary, containing an historical and critical account of the lives and writings of the most eminent persons in every nation, particularly the British and Irish, from the earliest accounts to the present time. 36 Bde. 1812–1817.
- Juliet Gardner (Hrsg.): The History Today Who’s Who in British History. Collins & Brown, London 2000, ISBN 1-85585-771-5.
- John Gorton: General Biographical Dictionary. 2 Bde. 1828. 2. Aufl. 4 Bde. 1851.
- William Mackenzie: Imperial Dictionary of Universal Biography. 10 Bde. 1857–1863.
- George Long (Hrsg.): The Cyclopaedia of the British Empire (= The Imperial Cyclopaedia. Sub-division). 2 Bände. Charles Knight, London 1850–1853. – Inhalte entnommen aus der Penny Cyclopaedia.[5]
- Samuel Maunder: The Biographical Treasury, a dictionary of universal biography. London 1854. 13. Aufl. 1866.

#### Schottland
- Who’s Who in Scotland. Carrick Media, Irvine 1986 ff.

#### Wales
- John E. Lloyd: The Dictionary of Welsh Biography down to 1940. Honourable Society of Cymmrodorion. Blackwell, London 1959.

### Irland
- Henry Boylan: A dictionary of Irish biography. 3. Aufl. Gill & Macmillan, Dublin 1998.
- James McGuire, James Quinn: Dictionary of Irish Biography from the earliest times to the year 2002 (DIB), 11 Bände, Cambridge University Press, Cambridge 2009/2018, ISBN 978-0-521-63331-4.
- Louis McRedmond (Hrsg.): Modern Irish lives. Dictionary of 20th century Irish biography. Gill & Macmillan, Dublin 1996.
- Kate Newman: Dictionary of Ulster biography. Belfast 1993.
- Richard Ryan: Biographia Hibernica. A Biographical Dictionary of the Worthies of Ireland, from the earliest periods to the present time. 2 Bde. 1819–1821.

### Italien
- Archivio biografico italiano. Cumulativo di 321 repertori biografici fra i più importanti a partire dal sec. XVII sino all'inizio del sec. XX. Mikroform. Hrsg. von Tommaso Nappo. Saur, München u. a. 1987 ff.
- Dizionario Biografico degli Italiani. Istituto della Enciclopedia Italiana, Rom 1960 f., bislang 88 Bde. (Stand 2017).
- Enciclopedia biografica universale. Hrsg. von Loreta Lucchetti. Universalbiografie. 20 Bde. Istituto dell’enciclopedia italiana, Rom 2006 f.
- Who’s who in Italy. A 3-volume consultancy and communications work, containing some … personal profiles of top-ranking decision-makers, politicians and other leading personalities operating in business and finance, politics and the public administration, justice, the military, science and research, religion, the arts and literature, sport and entertainment. Who’s who, Bresso, Milano & Zürich, ISSN 0511-9006.
- Giovanni Ansaldo: Dizionario degli italiani illustri e meschini dal 1870 a oggi. Longanesi, Mailand 1980.
- Angelo Fabroni: Vitae Italorum doctrina excellentium qui saeculis XVII et XVIII floruerunt. 20 Bde. Rom u. a. 1777–1805.
- Roberto Lasagni: Dizionario biografico dei Parmigiani. (Region Parma.) PPS, Parma 1999.

### Kroatien
- Hrvatski biografski leksikon. Jugoslavenski Leksikografski Zavod Miroslav Krleža. Zagreb 1983 ff.. Bislang 8 Bde. (Stand 2015).

### Litauen
- Visuotinė lietuvių enciklopedija (VLE), 25 Bände und Registerband, 2001 – 2015
- Lietuviškoji tarybinė enciklopedija (LTE), 13 Bände 1976 – 1985 (sowjetlitauischer Vorläufer der VLE)

### Niederlande
Personen, die bis 1648 in den Niederlanden geboren sind, wurden auch in der Allgemeinen Deutschen Biographie bearbeitet.
- Biografisch Woordenboek van Nederland. 6 Bde. Instituut voor Nederlandse Geschiedenis, Den Haag 1979–2009.
- Nieuw Nederlandsch Biografisch Woordenboek. 10 Bde., Leiden 1911–1937

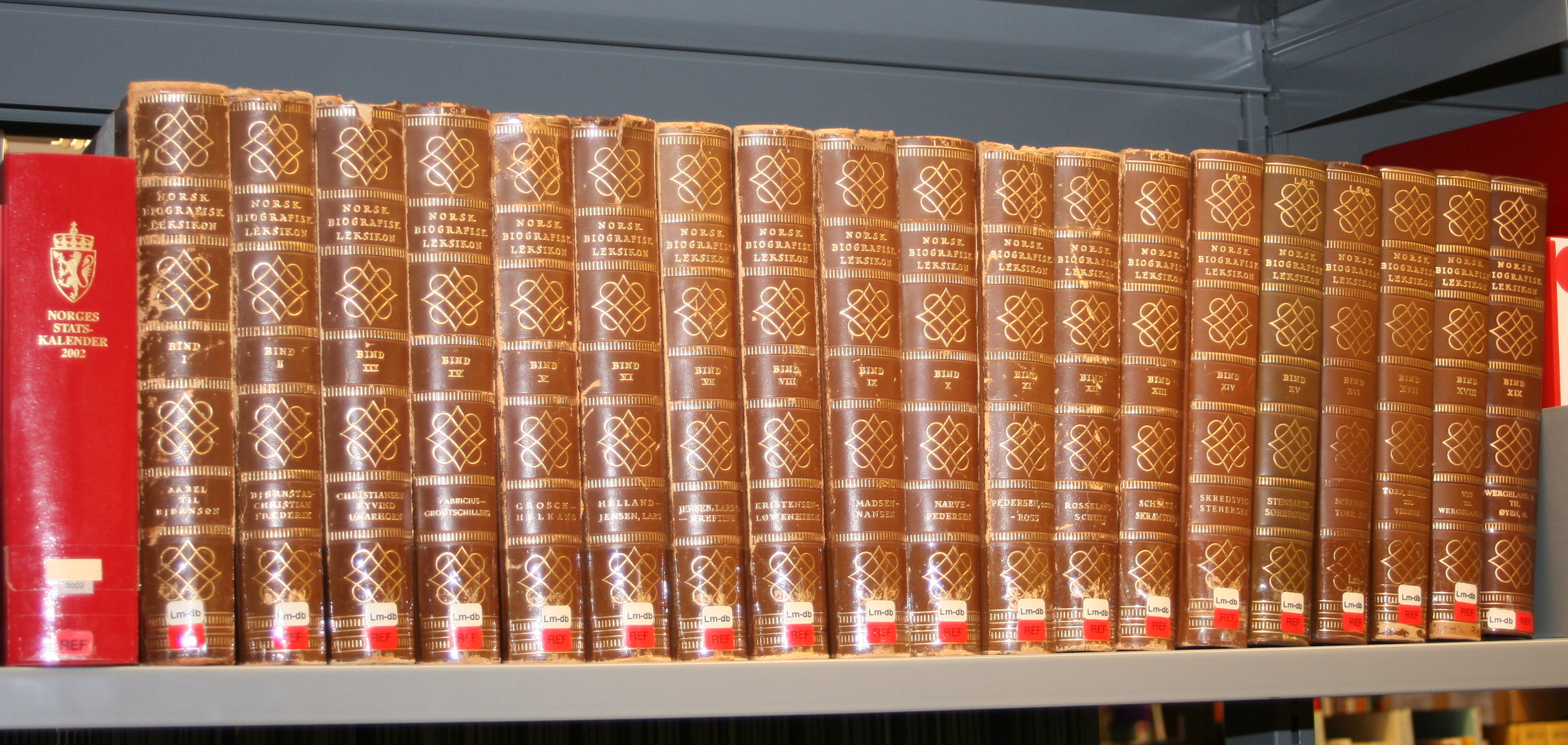
Erstauflage des Norsk biografisk leksikon, 1823-1938

### Norwegen
- Hvem er hvem? 1912 ff.
- Norsk biografisk leksikon. 1. Aufl. (NBL1) 19 Bde. Aschehoug, Oslo 1923–1938. 2. Aufl. (NBL2) 10 Bde. 1999–2005.

### Österreich
- Das Große Buch der Österreicher. 4500 Personendarstellungen in Wort und Bild. Namen, Daten, Fakten. Zusammengestellt von Walter Kleindel unter Mitarbeit von Hans Veigl, Kremayr & Scheriau, Wien 1987, ISBN 3-218-00455-1.
- Oberösterreicher. Lebensbilder zur Geschichte Oberösterreichs. Hrsg. vom Oberösterreichischen Landesarchiv. 8 Bde. OÖLA, Linz 1981–1994.
- Personenlexikon Österreich. Hrsg. von Ernst Bruckmüller, Buchgemeinschaft Donauland u. a., Wien 2002.
- Isabella Ackerl, Friedrich Weissensteiner: Österreichisches Personenlexikon. Ueberreuter, Wien 1992, ISBN 3-8000-3464-6. Ca. 1600 Kurzbiografien.
- Ernst u. Maria Bamberger, Franz Maier-Bruck (Hrsg.): Österreich-Lexikon. Österreichischer Bundesverlag, Wien 1966–68, 2 Bände.
  - Neubearbeitung: Ernst Bruckmüller (Hrsg.), Verlagsgemeinschaft, Wien 1994, 3 Bde., auf dessen Grundlage das online frei verfügbare Kulturinformationssystem Österreich-Lexikon „aeiou“; abrufbar unter aeiou.iicm.tugraz.at.
- Giancarlo Colombo (Hrsg.): Who’s who in Austria. 11. Aufl. Who’s who International Red Series Verl. AG, Zürich 1996, ISBN 88-85246-30-3.
- Constantin von Wurzbach: Biographisches Lexikon des Kaiserthums Oesterreich, enthaltend die Lebensskizzen der denkwürdigen Personen, welche 1750 bis 1850 im Kaiserstaate und in seinen Kronländern gelebt haben. 60 Bde., 1856–1891.
  - Fortschreibung: Neue Österreichische Biographie. seit Band 10 Große Österreicher: Band 21, 1982.
  - Folgewerk nach 1945: Österreichisches Biographisches Lexikon 1815–1950. bearbeitet durch die Österreichische Akademie der Wissenschaften. 12 Bände erschienen, Lemmata Aarau, Friedrich bis Spannagel, Rudolf, 11 Bde. online, kostenpflichtig (März 2007).

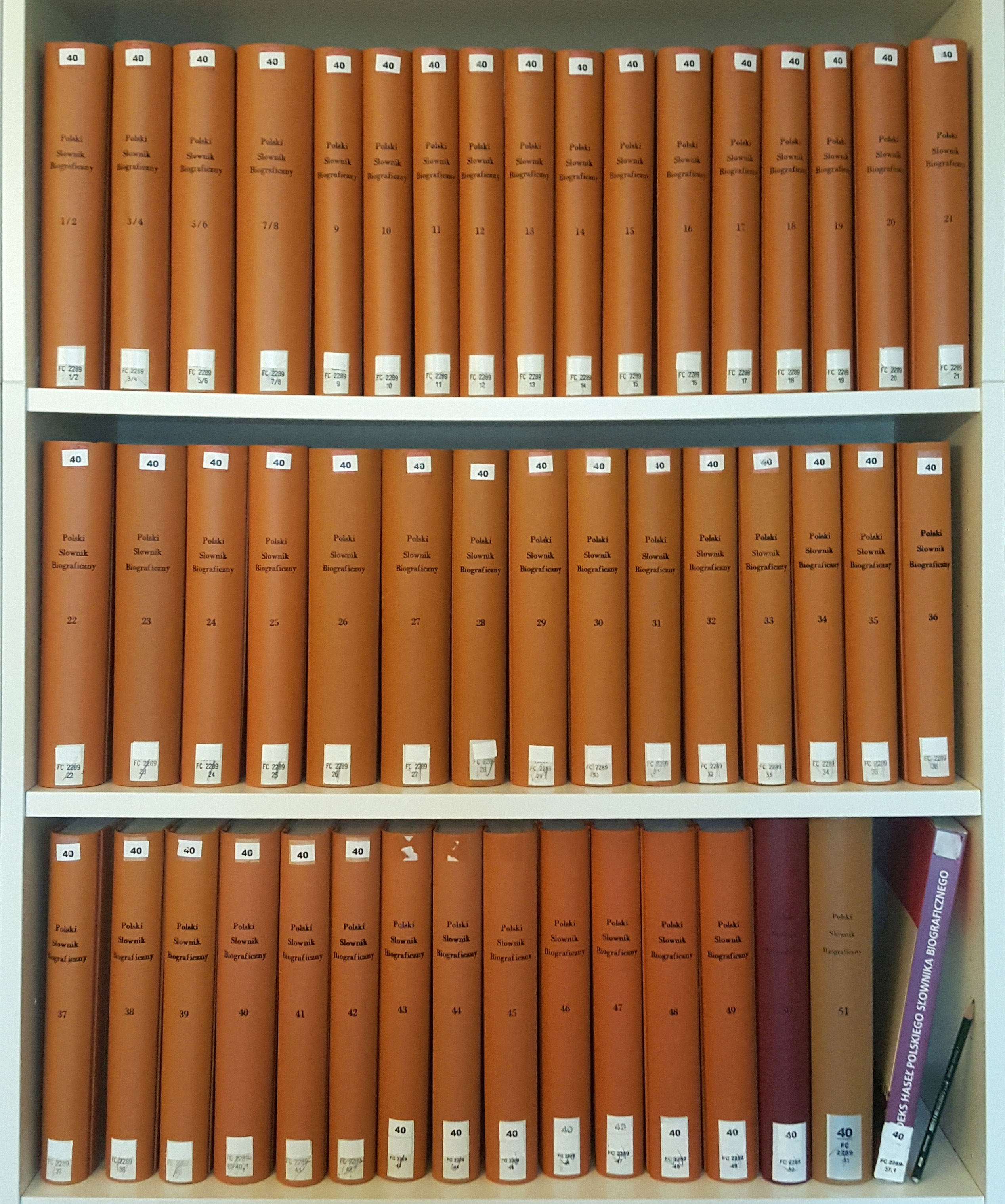
Das Polnische Biografische Wörterbuch bis Band 51 (2017)

### Polen
- Polski Słownik Biograficzny (PSB, Polnisches Biografisches Wörterbuch). 1935 ff., bislang 53 Bde (Stand 2022).
- Polskie archiwum biograficzne / Polish biographical archive / Polnisches biographisches Archiv. Bearb. von Gabriele Baumgartner. Mikroform. Saur, München 1992 ff.
- Wielkopolski słownik biograficzny. Bearb. von Antoni Gąsiorowski und Jerzy Topolski, Region Großpolen. Państwowe Wydawnictwo Naukowe, Warszawa 1981, ISBN 83-01-02722-3.

### Russland
- Prominent personalities in the USSR. Compiled by the Institute for the Study of the USSR, Munich, Germany. Scarecrow Press, Metuchen, NJ 1968.
- Russian biographical archive. Mikroform. Saur, München 1997 ff.
- Russki biografitscheski slowar. (Русский биографический словарь) 25 Bde. Hrsg. von Alexander Polowzow. St. Petersburg 1896–1913.
- Who’s who in Russia. Who’s Who Strategic Area, Moskau, 1998 ff.
- Who’s who in Russia 2014. 2 Bde. Asia Pacific Infoserv, Sydney 2014, ISBN 978-1-921892-85-1.
- Who’s who in Russia and the CIS republics. Hrsg. von Vladimir Morozov. Holt, New York 1995, ISBN 0-8050-2691-6.
- Who’s who in Russia and the new states. Hrsg. von Leonard Geron und Alex Pravda. Tauris, London & New York 1993, ISBN 1-85043-487-5.
- Who’s who in Russia today. A biographical dictionary of more than 2,100 individuals from the Russian Federation including the other fourteen former USSR republics. Saur, München 1994.

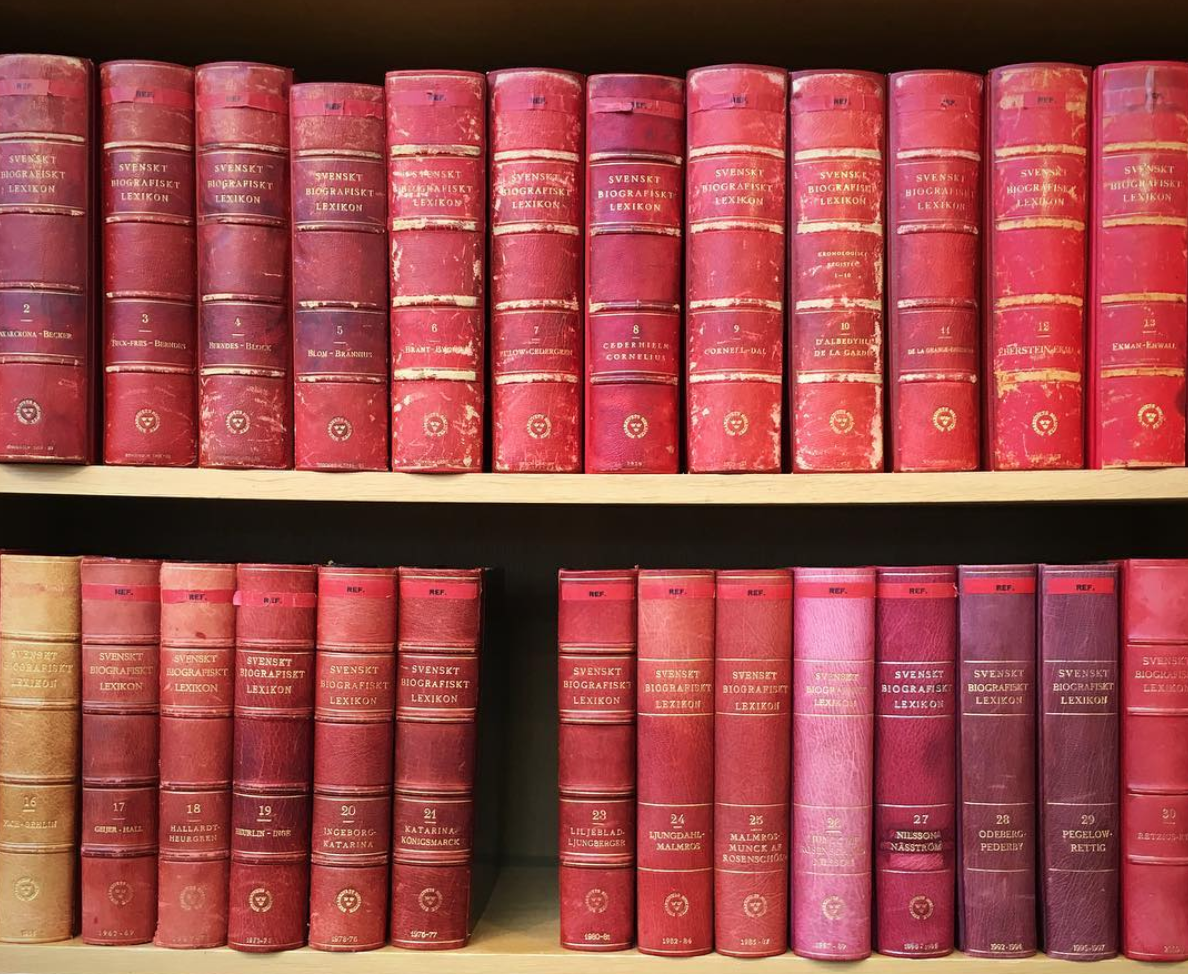
Svenskt biografiskt lexikon bis Band 30 (2000)

### Schweden
- Svenskt biografiskt handlexikon. 3 Bde. 1873–1876. 2. Aufl. 1906.
- Svenskt biografiskt lexikon (SBL). Bisher 35 Bände (A - Söderberg, Stand 2022), 38 Bände geplant. Stockholm 1917 ff.
- Svenska män och kvinnor (SMoK). 8 Bde. Bonniers, Stockholm 1942–1955.
- Svenska släktkalendern. 33 Ausgaben seit 1912. Genealogisches Handbuch bürgerlicher Familien.
- Vem är det. Svensk biografisk handbok, meist zweijährig erschienenes biografisches Handbuch, P. A. Norstedt & Söners Förlag, Stockholm 1912–2001 und Nationalencyklopedin, Malmö 2007.

### Schweiz
- Historisch-Biographisches Lexikon der Schweiz / Dictionnaire historique et biographique de la Suisse. Hrsg. von Marcel Godet. 8 Bde. Administration des Histor.-Biogr. Lexikons der Schweiz, Neuenburg 1921–1934.
- Historisches Lexikon der Schweiz.
- Personenlexikon des Kantons Basel-Landschaft. Bearbeitet von Kaspar Birkhäuser. Verlag des Kantons Basel-Landschaft, Liestal 1997, ISBN 3-85673-251-9.
- Who’s who in Switzerland, including the Principality of Liechtenstein. 20. Aufl. Orell-Füssli, Zürich 1998.
- Albert Bruckner (Hrsg.): Neue Schweizer Biographie / Nouvelle Biographie Suisse / Nuova biografia svizzera. Buchdr. zum Basler Berichtshaus, Basel 1938.
- Willy Keller (Hrsg.): Schweizer biographisches Archiv. 6 Bde. EPI Verlag internationaler Publikationen, Zürich 1952–1958.

### Slowakei
- Biografický lexikón Slovenska. Slovenská národná knižnica; Národný biografický ústav, Martin 2002 ff., 7 Bände (Stand 2022), ISBN 80-89023-15-0.
- Slovenský biografický slovník. Od roku 833 do roku 1990. Matica slovenská, 6 Bände, Martin 1986–1994

### Slowenien
- Slovenski biografski leksikon. 6 Bde. Zadružna gospodarska banka u. a., Ljubljana 1925–1991.
- Slovenski kdo je kdo. Nova revija, Ljubljana 1999, ISBN 961-6017-90-X.

### Spanien
- Archivo biografico de España, Portugal e Iberoamerica (ABEPI) / Spanisches, Portugiesisches und Iberoamerikanisches Biographisches Archiv. Redaktion: Victor Herrero Mediavilla. Mikroform. Saur, München u. a. 1986 ff.
- Diccionario biográfico español. Hrsg. von Icíar Gómez Hidalgo und Gonzalo Anes y Alvarez de Castrillón. 50 Bde. Real Academia de la Historia, Madrid 2009–2013.
- Diccionario biografico español contemporaneo. 3 Bde. Circulo de Amigos de La Historia, Madrid 1970.
- Diccionario biográfico español e hispanoamericano. Hrsg. von Gaspar Sabater und Gabriel Mateu Mairata. Instituto Español de Estudios Biográficos, Palma de Mallorca 1950. Nur Bd. 1 erschienen (A–F).
- Who’s who in Spain. A consultancy and communications work of Sutter’s international red series. Who’s Who in Italy, Zug & Zürich 1987 ff.
- Alberto Gil Novales: Diccionario biográfico de España, 1808–1833. De los orígenes del liberalismo a la reacción absolutista. 3 Bde. Fundación Mapfre, Madrid 2010.

### Tschechien
- Biografický slovník českých zemí (BSČZ). Redaktion Jana Brabencová und Marcella Husova. Historický Ústav av ČR, Prag 2004 ff.
- Biographisches Lexikon zur Geschichte der böhmischen Länder (Begründet von Heribert Sturm, Herausgeber seit Band III: Ferdinand Seibt, Hans Lemberg, Helmut Slapnicka und andere, erscheint in Lieferungen seit 1974 ff., bislang drei Bände).
- Heinrich Kuhn: Biographisches Handbuch der Tschechoslowakei. Lerche, München 1969.
- Josef Tomeš, Hana Aulická: Československý biografický slovník. Encykloped. Institut ČSAV Academia, Prag 1992, ISBN 80-200-0443-2.

## Afrika

### Kontinental
- African biographical archive. Mikroform. Saur, München 1995.
- The dictionary of African Christian biography. Overseas Ministries Study Center, New Haven 2002 ff.
- Hommes et destins. Dictionnaire biographique de l’outre-mer. Académie des sciences d’outre-mer, Paris.
  - Bd. 1: Afrique. 1975.
  - Bd. 7: Maghreb-Machrek. 1986, ISBN 2-900098-13-0.
  - Bd. 9: Afrique noire. 1989, ISBN 2-900098-20-3.
  - Bd. 11: Afrique noire. Hrsg. von Jacques Serre. 2011, ISBN 978-2-296-54603-5.

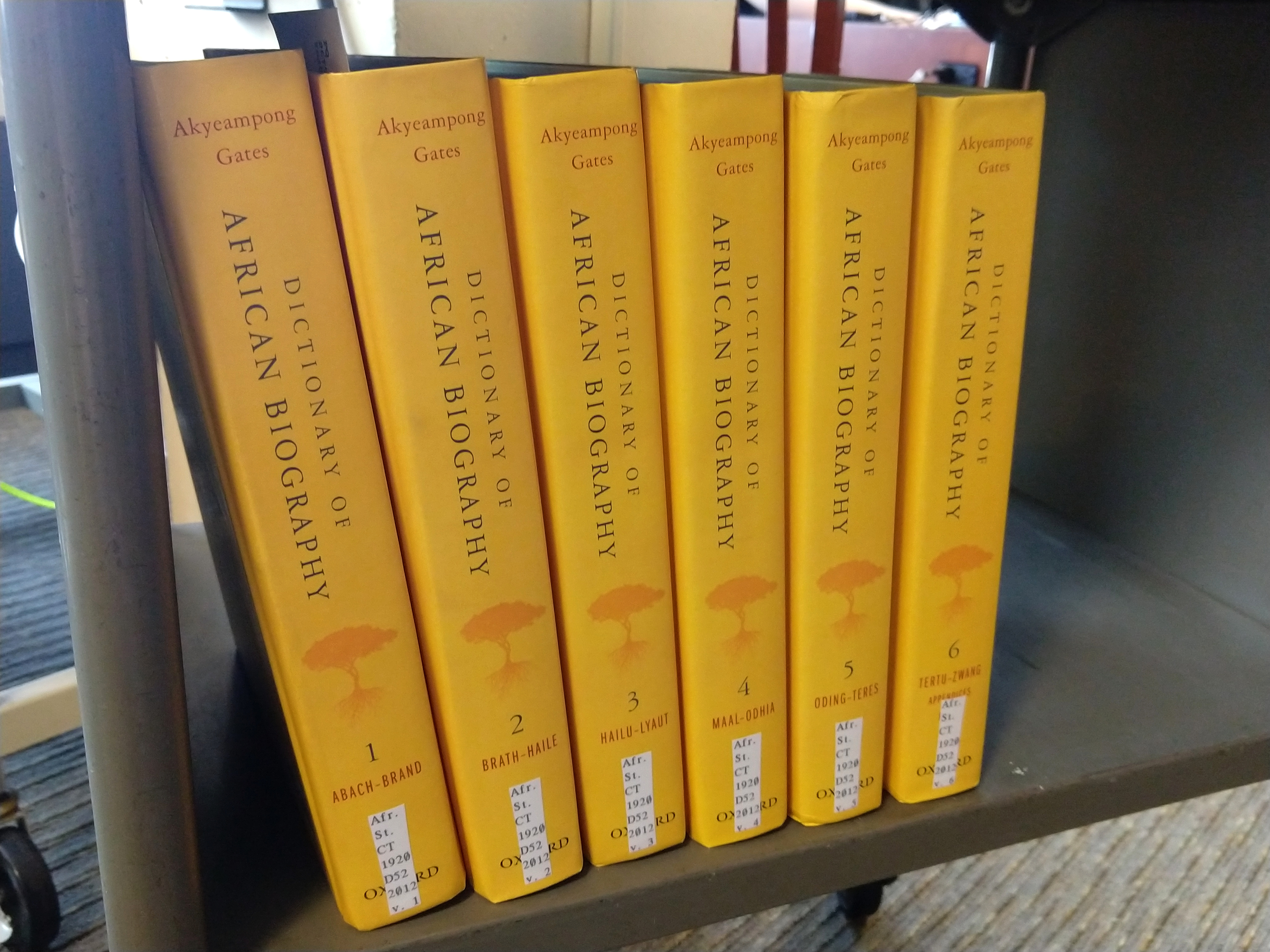
Dictionary of African Biography, 2002

- Emmanuel K. Akyeampong, Henry Louis Gates Jr. (Hrsg.): Dictionary of African Biography, 6 Bände, Oxford University Press, New York 2012
- Norbert C. Brockman (Hrsg.): An African biographical dictionary. ABC-Clio, Santa Barbara 1994.
- Jean I N Kanyarwunga: Dictionnaire biographique des Africains pour comprendre l’évolution et l’histoire africaines. Le Cri, Brüssel 2012, ISBN 978-2-87106-567-8.
- Mark Lipschutz, R. Kent Rasmussen: Dictionary of African historical biography. 2., erw. und aktualisierte Auflage. University of California Press, Berkeley u. a. 1989, ISBN 0-520-06611-1.
- René Mayer: Français d’Afrique du Nord ce qu’ils sont devenus. Dictionnaire biographique. Mayer, Saint-Cloud 2006, ISBN 2-9527573-0-5.
- Ralph Uwechue (Hrsg.): Africa who’s who. 3. Aufl. Africa Books, London 1996, ISBN 0-903274-23-X.

### Ägypten
- A. Rosalie David, Antony E. David: A biographical dictionary of ancient Egypt. Seaby, London 1992, ISBN 1-85264-032-4.
- Arthur Goldschmidt: Biographical dictionary of modern Egypt. Rienner, Boulder u. a. 2000.

### Algerien
- Hommes et Femmes de Kabylie. Edisud, Aix-en-Provence 2001, ISBN 2-7449-0234-9.

### Demokratische Republik Kongo
- Who’s who in Zaire. Dictionnaire biographique. Editions New Fashions Media, Kinshasa 1987.

### Madagaskar
- Hommes et destins. Dictionnaire biographique de l’outre-mer. Bd. 3: Madagascar. Académie des sciences d’outre-mer, Paris. 1979, ISBN 2-900098-01-7.

### Mauritius
- Dictionnaire de biographie mauricienne. Société de l’Histoire de l’Ile Maurice, Port-Louis 1941.

### Nigeria
- Christopher Osadiaye Orumwese Ugowe: Eminent Nigerians of the twentieth century. Ebony Bookmakers, Ibadan 2000.

### Südafrika
- Who’s Who of Southern Africa. Media24 Specialist Publ., Johannesburg 1959–2006.
- C. J. Beyers: Dictionary of South African Biography. Human Sciences Research Council, Pretoria 1976–1987. 5 Bde. erschienen, dann eingestellt.
- Peter Joyce: A concise dictionary of South African biography. Francolin Publishers, Kapstadt 1999, ISBN 1-86859-037-2.
- E. J. Verwey: New dictionary of South African biography. HSRC, Pretoria 1995 ff.

## Amerika

### Regional
- Matt S. Meier: Notable Latino Americans: A Biographical Dictionary. Greenwood Press, 1977.

### Argentinien
- Personalidades de la Argentina. Diccionario biográfico contemporáneo. 4. Aufl. Veritas, Buenos Aires 1948.
- Quién es quién en América del Sur. Diccionario biográfico argentino. Publ. Referenciales Latinoamericanas, Buenos Aires 1982.
- Vicente Osvaldo Cutolo: Nuevo diccionario biográfico argentino. 7 Bde. Buenos Aires 1968–1985.
- Vicente Osvaldo Cutolo: Novísimo diccionario biográfico argentino (1930–1980). Ed. Elche, Buenos Aires 2004 ff.
- Julio A. Muzzio: Diccionario histórico y biográfico de la República argentina. 2 Bde. La Facultad, Buenos Aires 1920.
- Enrique Udaondo: Diccionario biografico argentino. Institución Mitre Buenos Aires. Coni, Buenos Aires.

### Bolivien
- José R. Arze: Diccionario biográfico boliviano. 6 Bde. Ed. Los Amigos del Libro, La Paz 1984–1996.

### Brasilien
- Sacramento Blake, Augusto Vitorino Alves: Diccionario Bibliographico Brazileiro. Typographia Nacional, Rio de Janeiro 1883. (Digitalisat, heutige Schreibung des Titels: Dicionário Bibliográfico Brasileiro.).
- George Ermarkoff: Dicionário biográfico ilustrado de personalidades da história do Brasil. Rio de Janeiro 2013, ISBN 978-85-98815-26-8.
- Harry Rodrigues Bellomo, Diego Vargas Barcelos, Vagner Barcellos: Dicionário biografico do Brasil Colônia. Letra&Vida, Porto Alegre 2014, ISBN 978-85-65526-77-7.
- Schuma Schumaher, Érico Vital Brazil (Hrsg.): Dicionário mulheres do Brasil. De 1500 até a atualidade. Zahar, Rio de Janeiro 2000, ISBN 85-7110-573-1. (2. Auflage 2001: Digitalisat in academia.edu).
- Flávio dos Santos Gomes, Jaime Lauriano, Lilia Moritz Schwarcz: Enciclopédia negra. Biografias afro-brasileiras. ―Companhia das Letras, São Paulo 2021, ISBN 978-85-359-3400-7

### Chile
- Diccionario biografico de Chile. Empresa Periodistica Chile, Santiago de Chile 1976.
- Mario Céspedes, Lelia Garreaud: Gran diccionario de Chile (biográfico-cultural). 2 Bde. Alfa, Santiago de Chile 1988.
- Pedro Pablo Figueroa: Diccionario biográfico de Chile. 4. Aufl. 3 Bde. Santiago de Chile 1897–1901. Nachdruck: Kraus reprint, Nendeln (Liechtenstein) 1974.
- José Toribio Medina: Diccionario biográfico colonial de Chile. Imprenta Elzeviriana, Santiago de Chile 1906.

### Costa Rica
- Guillermo Malavass, Pedro Rafael Gutiérrez: Diccionario biográfico de Costa Rica. Universidad Autónoma de Centro América, San José 1992.

### Ecuador
- Braulio Pérez Marchant: Diccionario biografico del Ecuador. Escuela de artes y oficios, Quito 1928.
- Rodolfo Pérez Pimentel: Diccionario biografico del Ecuador. 5 Bde. Univ. de Guayaquil, Guayaquil 1987 f.

### El Salvador
- Braulio Pérez Marchant: Diccionario biográfico de El Salvador. Escuela Tipografica Salesiana, Nueva San Salvador 1937.

### Guatemala
- Flavio Rojas Lima: Diccionario histórico biográfico de Guatemala. Fundación para la Cultura y el Desarrollo, Guatemala 2004.

### Honduras
- Mario Argueta: Diccionario histórico-biográfico hondureño. Universidad Nacional Autonoma de Honduras, Tegucigalpa 1990.

### Kanada
- American biographical archive. A one-alphabet cumulation of almost 400 of the most important English language biographical reference works on the United States and Canada originally published between the 18th and the early 20th centuries / Amerikanisches biographisches Archiv. Hrsg. von Laureen Baillie und Gerry Easter. Mikroform. Saur, München u. a. 1987 ff.
- Canadian Who’s Who. University of Toronto press, Toronto 1910 ff.
- Dictionary of Canadian Biography (DCB) / Dictionnaire biographique du Canada. 15 Bde. seit 1959.

### Kolumbien
- Joaquín Ospina: Diccionario biográfico y bibliográfico de Colombia. 3 Bde. Editorial de Cromos, Bogota 1927–1939.

### Kuba
- Francisco Calcagno: Diccionario biográfico cubano. Ponce de León, New York 1878.
- Fermin Peraza Saraus: Diccionario biografico Cubano. 10 Bde. Ediciones Anuario bibliografico Cubano, Havanna 1951–1959.

### Mexiko
- Who’s who in Mexico. Diccionario biográfico mexicano. Worldwide Reference, Washington 1987.

### Panama
- Jorge Conte-Porras: Diccionario biográfico ilustrado de Panamá. Ed. Diego de Almagro, 1986.
- Alfonso Mejía Robledo: Quien es quien en Panamá. Diccionario biográfico y bibliográfico de personalidades actuales. Bedout, Medellín 1949.

### Peru
- Carlos Milla Batres (Hrsg.): Diccionario histórico y biográfico del Perú. 9 Bde. 2. Aufl. Lima 1986.

### Venezuela
- Mary Carmen López López, Mauricio Cortés Valdés, Serafín Hernandez López: 1640 Figuras de Venezuela. Diccionario Biográfico. Ed. Globe, Caracas 2009.
- Garrido Mezquita: Diccionario biográfico de Venezuela. 2 Bde. Blass, Madrid 1953.

### USA

#### National
- American biographical archive. A one-alphabet cumulation of almost 400 of the most important English language biographical reference works on the United States and Canada originally published between the 18th and the early 20th centuries / Amerikanisches biographisches Archiv. Hrsg. von Laureen Baillie und Gerry Easter. Mikroform. Saur, New York & München 1986 f., Ser. 2 1993–1996. Index 1998.
- American National Biography (ADB). 24 Bde. 1999.
- Appletons’ Cyclopædia of American Biography. 6 Bde. 1887–1889.
- The Cambridge dictionary of American biography. Cambridge 1995.
- Dictionary of American Biography 20 Bde. u 10 Supplementbde. 1927–1936.
- Encyclopedia of American biography. HarperCollins, New York 1996.
- The National Cyclopaedia of American Biography. 63 Bde. Seit 1890.

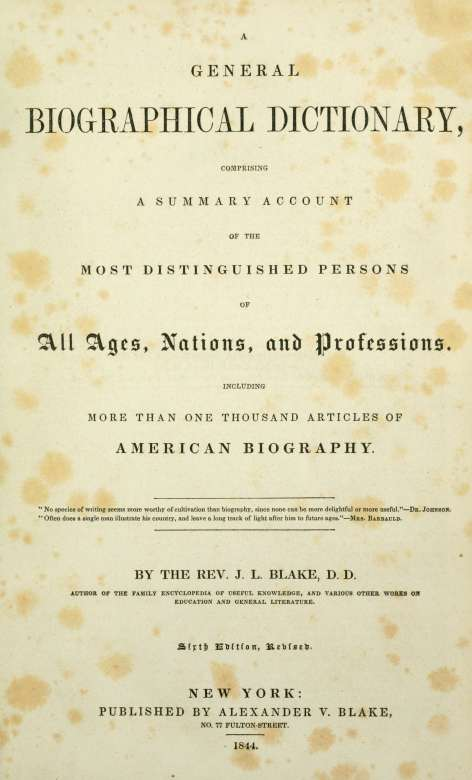
Blake’s General Biographical Dictionary, 6. Auflage 1844

- John Lauris Blake: A General Biographical Dictionary, Comprising a Summary Account of the Most Distinguished Persons of All Ages, Nations and Professions, including more than one thousand articles of American Biography. 6. Aufl. New York 1844.
- Who’s Who in 20th Century America. Marquis Who’s Who, New Providence, NJ.
- Who’s who in America. Marquis, New Providence.
- Who was who in America. Marquis, New Providence.

#### Iowa
- David Hudson, Marvin Bergman, Loren N. Horton: Biographical Dictionary of Iowa. State Historical Society of Iowa, 2008.

#### New Jersey
- New Jersey biographical dictionary. People of all times and places who have been important to the history and life of the state. American Historical Publ, Wilmingtone, Del. 1985, ISBN 0-937862-56-8.

#### Ohio
- David D. Van Tassel: The Dictionary of Cleveland Biography. Official project of the Cleveland Bicentennial Commission 1796–1996. Indiana Univ. Press, Bloomington 1996, ISBN 0-253-33055-6.

#### Virginia
- Dictionary of Virginia biography. Hrsg. von John T. Kneebone. The Library of Virginia, Richmond 1998 ff. 3 Bde. erschienen (Stand 2015).

## Asien

### Regional
- South-East Asian biographical archive. Mikroform. Saur, München 1997 ff.
- Who’s who in the Arab world. Publitec Publications, Beirut & Saur, München.
- Thomas William Beale: The Oriental Biographical Dictionary. The Asiatic Society of Bengal, Kalkutta 1881. Erw. 2. Aufl. hrsg. von Henry George Keene. W.H. Allen & Co., London 1894.

### Brunei
- A. V. M. Horton: Negara Brunei Darussalam. A biographical dictionary. 3. Aufl. Horton, Bordersley 1998.

### China
- Chinese Biographical Archive. Mikroform. Saur, München 1997 ff.
- Zhongguo renming da cidian. 3 Bde. Shanghai cishu chubanshe, Shanghai 1989–1992.
- Wolfgang Bartke: Who was who in the People’s Republic of China. With more than 3100 portraits. 2 Bde. Saur, München 1997, ISBN 3-598-11331-5.
- Kerry Brown et al. (Hrsg.): Berkshire Dictionary of Chinese Biography. 4 Bde. Berkshire, Great Barrington, Massachusetts 2012, ISBN 978-1-933782-66-9.
- Herbert Allen Giles: A Chinese Biographical Dictionary. London 1898.

### Indien
- Indian biographical archive. Mikroform. Saur, München 1997 ff.
- Charles Edward Buckland: Dictionary of Indian biography. S. Sonnenschein, London 1906.
- Hayavando Rao: The Indian Biographical Dictionary. 1915. Nachdruck: University of California Libraries, 2011, ISBN 978-1-125-24065-6.
- John F. Riddick: Who Was Who in British India. Greenwood Press, Westport Conn. 1998, ISBN 0-313-29232-9.
- Henry Scholberg: Biographical Dictionary of Greater India. Promilla, New Delhi 1998, ISBN 81-85002-23-1.
- Jagdish Saran Sharma: The National Biographical Dictionary of India. Sterling, New Delhi 1972.

### Japan
- The Japan biographical encyclopedia & who’s who. Japan Biographical Research Department. Rengo Press, Tokyo 1958 ff.

### Libanon
- Who’s who in Lebanon. Publitec Publications, Beirut & Saur, München.

### Osmanisches Reich
- Mehmed Süreyya: Osmanische Nationalbiographie (سجل عثمانی / Sicill-i ʿOs̲mānī). 4 Teile, 1890–1899.

## Australien und Ozeanien

### Australien und Neuseeland
- Philip Mennell: Dictionary of Australasian Biography. Comprising Notices of Eminent Colonists From the Inauguration of Responsible Government Down to the Present Time. Hutchinson & Co., London 1892

### Australien
- Australian Dictionary of Biography (ADB), (online)
- Dictionary of Western Australians. 10 Bde. Univ. of Western Australia Press, Nedlands 1994–1997. Bis Bd. 8 unter dem Titel Bicentennial dictionary of Western Australians.
- Monash biographical dictionary of 20th century Australia. Reed Reference Publishing, Port Melbourne 1994.
- Who’s Who in Australia. 1906 ff.
- Percival Serle: Dictionary of Australian Biography. 2 Bde. Angus & Robertson, Sydney 1949, online

### Neuseeland
- Dictionary of New Zealand Biography (DNZB), von 1990 bis 2000 sind 5 chronologische Bände von verschiedenen Verlagen erschienen.
- An Encyclopaedia of New Zealand, war ein von der neuseeländischen Regierung in Auftrag gegebenes und 1966 von Alexander Hare McLintock in drei Bände herausgegebenes Werk, das auch Biografien von neuseeländischen Persönlichkeiten enthielt.